# John Godson

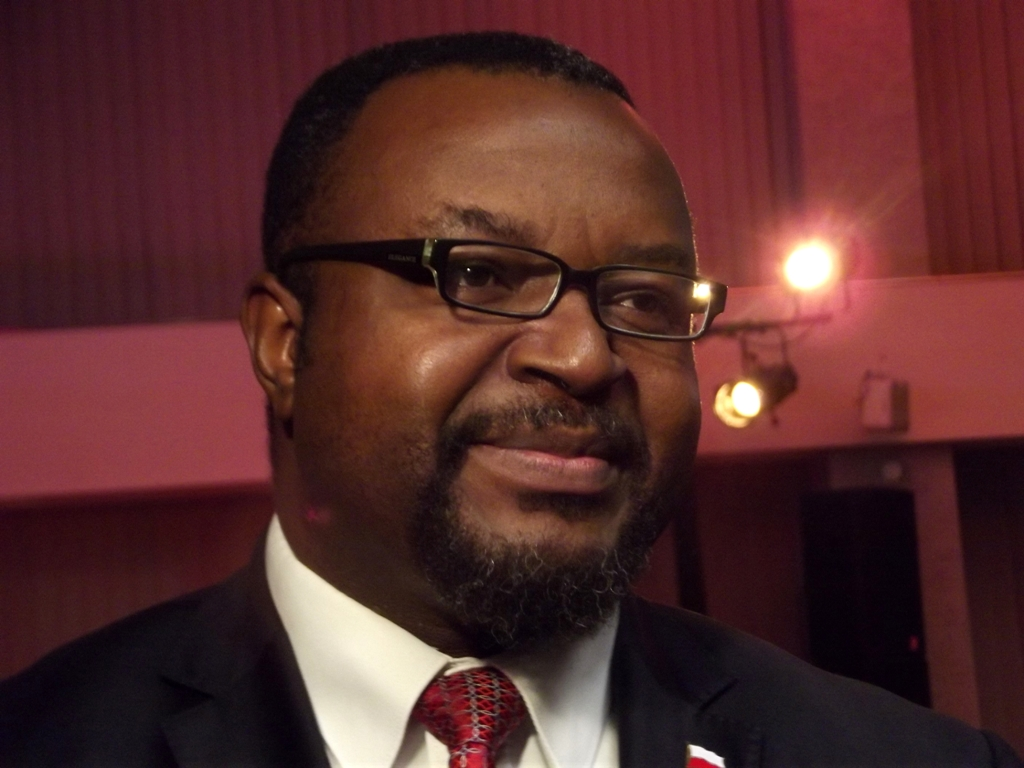
John Godson (2013)

John Abraham Godson, geboren als Godson Chikama Onyekwere (Umuahia, Nigeria, 25 november 1970) is een Pools politicus, academisch leraar en geestelijke in de Church of God in Christ.

## Biografie
Godson werd geboren in een Igbofamilie en studeerde af aan de landbouwfaculteit van de Abia State University in Nigeria. In 1993 vestigde hij zich in Polen en verkreeg de Poolse nationaliteit in 2001. Hij studeerde aan de Hogeschool voor Internationale Studies in Łódź en de Faculteit voor Journalistiek en Politieke Wetenschappen van de Universiteit van Warschau en was leraar aan de Universiteit voor Technologie in Szczecin en de Adam Mickiewicz-Universiteit in Poznań. In 2007 was hij namens het Burgerplatform kandidaat in de parlementsverkiezingen maar werd niet verkozen. In 2008 werd hij lid van de gemeenteraad van Łódź en in 2010 herkozen. In diezelfde verkiezing werd Hanna Zdanowska verkozen tot burgemeester van Łódź waardoor Godson op 10 december 2010 haar zetel in de Sejm overnam. Bij de parlementsverkiezingen van 2011 werd hij herkozen.
In december 2013 richtte hij samen met oud-minister van Justitie Jarosław Gowin de partij Polska Razem op, waarvan hij vicevoorzitter werd. In juni 2014 werd hij echter geroyeerd, nadat hij als parlementariër vóór een vertrouwensvotum voor de regering-Tusk had gestemd. Sinds 2015 is hij lid van de Poolse Volkspartij.
- International Standard Name Identifier: 0000 0004 2846 1693
- Virtual International Authority File: 307175161